# 观音桥 (庐山)
29°30′55″N 116°00′33″E / 29.51528°N 116.00917°E
观音桥位于中国的江西省九江市庐山市（原星子县）境内的庐山南麓，建于北宋，是中国现存最早的石拱桥之一，1959年被列为江西省文物保护单位，1988年被列为全国重点文物保护单位。
观音桥位于栖贤寺旁，最初称为栖贤桥，北宋黄庭坚曾作《栖贤桥铭》。因建于三峡涧上，故又称三峡桥，苏轼曾作《栖贤三峡桥》诗。直至清朝在桥前建慈航寺祀奉观音后，该桥才被称为观音桥。
观音桥是一座单孔石拱桥，长24.45米（或20.45米、19.4米），宽4.94米，高10.7米，桥孔跨径10.33米。桥体共使用107块花岗岩，岩石间不用灰浆，而以子母榫凹凸相接构成。在桥拱中心券面上刻有“維皇宋大中祥符七年歲次甲寅二月丁巳朔建橋 上願皇帝萬歲 法輪常轉 風調雨順 天下民安 謹題”字样，可知此桥建于北宋大中祥符七年（1014年）。在券石东侧第2券第7石上刻有“建州僧文秀教化造橋”字样，西侧外券第7石上刻有“福州僧智朗勾當造橋”字样，东侧外券第6石上刻有“江州匠陳智福 弟智汪 智洪”字样，由此可知建桥者之名。桥上原无护栏，清道光年间慈航寺住持觉源僧始增建石护栏，1928年李煜堂等筹资重建。1982年国家文物局拨专款维修，采用环氧树脂浇灌拱券之间的缝隙，并以钢筋加箍拱券，桥上铺置油毡，同时禁止机动车辆通行。
观音桥工艺精湛，在山洪和地震的影响下，历经千年而不倒，是中国桥梁史上的杰作，被誉为“匡庐第一桥”。
观音桥自建成之后，即成为庐山的一处名胜。除了苏轼、黄庭坚曾到此吟咏外，苏辙、杨万里、王十朋、朱熹、文天祥、欧阳玄等历代文人到此或赋诗、或题字，唐寅则作《庐山三峡桥》图。近代的冯玉祥也在桥上游题刻《墨子篇》。郭沫若、茅盾、丰子恺、林语堂、徐志摩都曾到此游览并留下诗文。20世纪80年代初茅以升到此考察后，赞叹不已，并撰文介绍。
在观音桥周围还有很多名胜，桥东端六泉亭内之招隐泉被陆羽评为“天下第六泉”，桥西有清末易顺鼎建的“匡山草堂”（1934年蒋介石选此作为其行馆）。